# 宮城県白石女子高等学校
宮城県白石女子高等学校（みやぎけんしろいしじょしこうとうがっこう）は、かつて宮城県白石市にあった県立女子高等学校。略称は「白女」（はくじょ）。2010年度より宮城県白石高等学校との統合共学化によって閉校した。

## 設置学科
- 全日制課程
  - 普通科
  - 看護科

## 沿革
- 1911年9月28日 - 白石町立白石実科高等女学校として創立。
- 1918年 - 刈田郡立白石実科女学校と改称。
- 1920年 - 刈田郡立白石高等女学校に昇格。
- 1921年 - 宮城県白石高等女学校と改称。
- 1948年 - 新学制により宮城県白石女子高等学校と改称。定時制課程中心校（昼間・夜間）、円田分校、大鷹沢分校を開設。
- 1949年 - 定時制課程宮分校を増設。
- 1951年 - 定時制課程大鷹沢分校、宮分校を廃校。
- 1957年 - 定時制課程中心校（昼間）を閉科。
- 1960年 - 定時制課程円田分校を蔵王分校と改称。
- 1967年 - 衛生看護科を新設（准看護婦養成施設に指定）。
- 1968年 - 定時制課程蔵王分校を全日制課程蔵王分校へ移行。
- 1983年 - 定時制課程が閉校となり、宮城県白石高等学校定時制課程と合併。
- 1995年 - 全日制課程蔵王分校を宮城県白石女子高等学校蔵王校と改称。
- 1996年 - 宮城県白石女子高等学校蔵王校が宮城県蔵王高等学校として独立。
- 2002年 - 衛生看護科に代わる看護科を新設（看護師養成施設に指定）。
- 2010年3月31日 - 宮城県白石高等学校との統合共学化により閉校。

## 卒業後の進路
進学が圧倒的に多い。その中でも私立の4年制大学、特に仙台圏の私大（東北学院大学や宮城学院女子大学）への進学が最も多く宮城県内では中堅の進学校である。

## 著名な卒業生
- 小野さつき（尋常高等小学校教諭　小野訓導として知られる）　※白石実科高等女学校時代
- 安孫子三和（漫画家）
- 小川美那子（女優）
- 小室希（2010年バンクーバーオリンピックスケルトン日本代表）
- 佐藤育美（テレビリポーター，ラジオパーソナリティー）
- 紗蘭えりか - 宝塚歌劇団
- 斎藤智恵子 - 実業家
- 佐久間徹 - 作曲家、YouTuber